# São Joaquim da Barra
São Joaquim da Barra è un comune del Brasile nello Stato di San Paolo, parte della mesoregione di Ribeirão Preto e della microregione di São Joaquim da Barra.